# نادي لاس بالماس
اتحاد لاس بالماس الرياضي (بالإسبانية: Unión Deportiva Las Palmas)‏ هو نادي كرة قدم من جزر الكناري تأسس يوم 22 اغسطس في عام 1949، يلعب في الدوري الإسباني الدرجة الأولى. يحتضن النادي مبارياته في ملعب غران كاناريا، بسعة 32400 مقعدًا، ويعتبر اللونان اللذان يميزان النادي هما الأزرق والأصفر. شارك النادي في 34 موسمًا في الدرجة الأولى، و 28 في الدرجة الثانية، و 6 في الدرجة الثانية ب، ويحتل المركز العشرين في التصنيف التاريخي لدوري الدرجة الأولى برصيد 1042 نقطة.

## التاريخ

### التأسيس والعقد الأول
أدى الهروب المستمر للمواهب الشابة من الأندية الكنارية إلى الأندية الأخرى في شبه الجزيرة إلى تراجع وضع كرة القدم الكنارية إلى حد كبير في نهاية الأربعينيات. تم تأسيس نادي لاس بالماس رسميًا في 22 أغسطس سنة 1949، نتيجة اندماج جميع الأندية الخمسة في جزيرة كناريا الكبرى وهم نادي ديبورتيفو جران كناريا، نادي أتلتيكو ونادي ريال فيكتوريا ونادي أريناس وونادي مارينو. وكان الهدف من الاتحاد هو إنشاء نادٍ قوي بما يكفي لإبقاء لاعبي جزر الكناري على الجزيرة وعدم السعي وراء مسيرة مهنية أفضل في بر ٳسبانيا. ودار نقاش حول اسم النادي الذي تم الاتفاق على أنه لن يتضمن أسماء الفرق الخمسة المتحدة، وقد تم اختيار ٳتحاد ديبورتيفا لاس بالماس نظرًا لارتباطه بالاتحاد الذي أنشأ بين هذه الفرق وقد كانت مدينته الأم لاس بالماس. وعقدت الجلسة التدريبية الأولى بالنادي الجديد في 16 سبتمبر 1949.
احتل لاس بالماس المركز الثاني في موسمه الأول في الدوري الإسباني الدرجة الثالثة، واحتل المركز الثالث في الدوري الإسباني الدرجة الثانية (1950–51) في العام الموالي ليبلغ الدوري الإسباني الدرجة الأولى للمرة الأولى في تاريخه، وأصبح أول ناد إسباني يحقق الصعود مرتين متتاليتن في إول موسمين له في النشاط. وقد أنهى النادي الموسم الأول في الدرجة الأولى بالهبوط، لكن الفريق عاد مرة ٲخرى في عام 1954. لينتهي به الأمر بالهبوط مرة أخرى في موسم 1959-60 بعد إنهاءه البطولة في المركز الأخير.

### العصر الذهبي
بعد الصعود للمره الثالثة إلي الدوري الإسباني 1964–65، بدأت فترة نجاح النادي الأكبر والتي حقق فيها النادي 19 عامًا متواصلة في دوري الدرجة الأولي. بلاعبين كبار مثل تونونو، وخوان جيديس، وباكو كاستيلانو، وجيرمان ديفورا، ومارتن ماريرو. حقق النادي مركز وصيف الدوري الإسباني 1968–69 ووصيف كأس ملك إسبانيا 1977–78، والمركز الثالث في الدوري الإسباني 1967–68، حينما كانوا علي بعد أربعة نقاط فقط من حامل اللقب ريال مدريد.
ظهر الفريق لأول مرة في المسابقات الأوروبية، في كأس المعارض الأوروبية في نسخة 1969–70، وبعدها في كأس الاتحاد الأوروبي في مواسم 1972–73 و1977–78. في أول مشاركة قارية له في كأس المعارض، تم إقصاؤه في أول مباراة من قبل نادي هرتا برلين الألماني بنتيجة 0-1. توفي اللعب جيديس عن عمر يناهز 28 عامًا، مما أجبر النادي على إعادة بناء الفريق ليحصل على المركز الخامس في بطولة الدوري، مما أتاح له الوصول إلى كأس الاتحاد الأوروبي. أقصي فرق مثل تورينو وسلوفان براتيسلافا. قبل إقصائه من قبل تفينتي أنشخيدة في دور الـ16 في مجموع المباراتين 2-4.

### تراجع النادي والهبوط
في موسم 1982–83، هبط النادي إلى الدرجة الثانية، وهو ما شكل ضربة كبيرة للنادي. وعلى الرغم من أنه عاد بعد عامين فقط إلى دوري الدرجة الأولى، إلا أن النادي لم يعد كما كان. هبط النادي مرة اخري إلي الدرجة الثانية في موسم 1987–88 وهبط إلي الدرجة الثانية ب في موسم 1992. أدى تحول النادي إلى شركة رياضية ودخول رأس المال الخاص إلى إنقاذ موقف النادي، وعاد إلى دوري الدرجة الثانية في عام 1996 وإلى دوري الدرجة الأولي مرة أخرى في عام 2000.
أعطى لاعبون جدد مثل روبن كاسترو وانتونيو غوايري وأنجيل لوبيز الأمل للفريق قبل أن ينتهي بهم الأمر بالرحيل عن النادي. هبط النادي في موسم 2001–02 مره أخري لدوري الدرجة الثانية. بعد تراكم الديون الكبيرة علي النادي، حدثت أزمة مالية خطيرة أدت إلى هبوط جديد إلىالدرجة الثانية ب في موسم 2003-2004. كان النادي على وشك الاختفاء، مما أدى إلى تدخل قضائي بتوجيه من القاضي خوان خوسيه كوبو بلانا.

### إصلاح النادي
تم إصلاح الوضع المضطرب للنادي من قبل المسؤولين، الذين تفاوضوا على قرض من بنك البحر المتوسط للادخار، مما جعل من الممكن الدفع للدائنين والاقتراب من إنهاء الأزمة الإقتصادية للنادي. في الوقت نفسه، صعد النادي إلي الدرجة الثانية في عام 2006. وفي عام 2012، عين النادي لاعبه التاريخي ومدربه ومديره الفني، جيرمان ديفورا، رئيسًا فخريًا له.
في موسم 2014–15، صعد النادي إلى الدرجة الأولى بعد ثلاثة عشر عامًا من الغياب، بفوزه على ريال سرقسطة في مباراة فاصلة في نهائي التصفيات التمهيدية. في موسم 2015–16، حقق النادي البقاء في الدرجة الأولى بمساعدة المدرب كيكي سيتين مع بقاء ثلاث مباريات فقط علي إنتهاء الدوري، حيث أنهى الموسم في المركز الحادي عشر. في موسم 2017–18، هبط النادي مرة أخري إلي دور الدرجة الثانية بعد وصوله في الجولة 34 إلي المركز الأخير برصيد 21 نقطة.

## الشعار
شعار النادي الذي صممه سيمون دوريست ودوريست، يرتكز على ظهر ياقوتي وفي الوسط شعار المدينة المحاط بشعار الفرق الخمسة المؤسسة. يوجد بين تاج وشعار المدينة شريط أصفر يحمل اسم الكيان والمدينة والأرخبيل الذي يمثله. برغم إحتواء الشعار علي تاج إلا أنه لايحتوب عليلقب «ملكي». هذا لأن التاج موروث من نادي رويال فيكتوريا، إحدي الأندية المؤسسة.

## الزي

علم كناريا الكبري الذي أخذت منه ألوان النادي.

تم عمل زي الفريق بألوان تمثل جزيرة كناريا الكبرى:
- قميص أصفر.
- سروال قصير أزرق.
- جوارب زرقاء بإطار أصفر.

### الشركة الراعية
| الفترة    | الشركة المصنعة |
| --------- | -------------- |
| 1985-2004 | بوما           |
| 2004–2008 | بي 3.14        |
| 2008-2012 | كي أس سبورت    |
| 2012-2014 | هامل           |
| 2014-2019 | أكربس          |
| 2019-     | هامل           |

## ملعب النادي
يستضيف نادي لاس بالماس مبارياته في ملعب غران كاناريا الذي يقع في مدينة لاس بالماس ويتسع لأكثر من 31,000 ألف متفرج منذ موسم 2003-04. ويقع هذا الملعب في حي بالماس السابع، وقد تم تصميمه في الأصل على أنه ملعب متعدد الأغراض، مع مضمار لألعاب القوى عندما تم افتتاحه في 8 مايو 2003. واجه لاس بالماس في المباراة الافتتاحية فريق رويال أندرلخت من بلجيكا وانتهت المباراة بنتيجة 2-1 لصالح الفريق المستضيف، بهدفين من روبين كاسترو وآلان نكونغ.

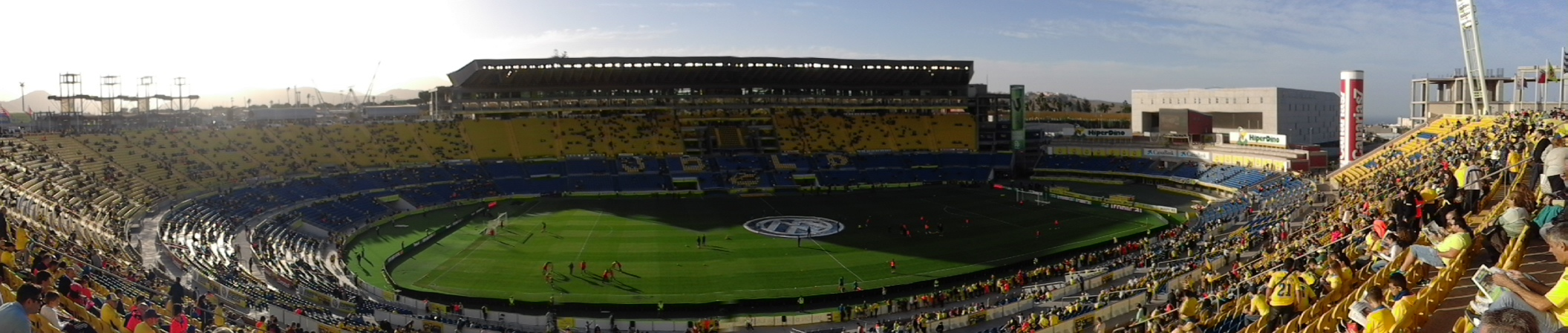
ملعب غران كاناريا

## مدربي النادي

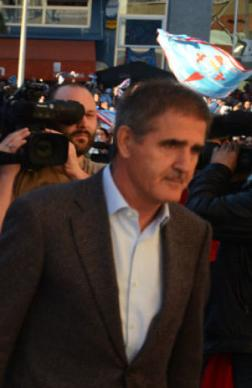
باكو هيريرا مدرب النادي في موسم 2014-15.

منذ تأسيسه، درب نادي لاس بالماس 79 مدرب. منهم من درب الفريق أكثر من مرة. بيير سينيبالدي هو المدرب الذي أدار أكبر عدد من المباريات للنادي بـ 166 في أربعة مواسم كاملة. يليه روكي أولسن بـ 135 مباراه، لويس مولوني بـ 130 مباراه، خوان مانويل رودريغيز بـ 125 مباراه، سيرجيو كريشيتش بـ 120 مباراه، ساتور جريش بـ 113 مباراة، باكو كاستيلانو بـ 108 مباراة، وفيسينتي داودر بـ104 مباراة.

### مدربي الفريق
| الترتيب | الجنسية   | المدرب         | الفترة                             | عدد المباريات | الفوز | التعادل | الخسارة | المصدر |
| ------- | --------- | -------------- | ---------------------------------- | ------------- | ----- | ------- | ------- | ------ |
| 1       | فرنسا     | بيير سينيبالدي | 1971-1975                          | 166           | 65    | 36      | 65      | [ 18 ] |
| 2       | الأرجنتين | روكي أولسن     | 1976-77، 1984-85، 1990-1992        | 135           | 63    | 31      | 41      | [ 19 ] |
| 3       | إسبانيا   | لويس مولوني    | 1957-58، 1959-60، 1966-1970        | 130           | 55    | 23      | 52      | [ 20 ] |
| 4       | إسبانيا   | خوان مانويل    | 2003-04، 2007-2009، 2010-2012      | 125           | 44    | 38      | 43      | [ 21 ] |
| 5       | كرواتيا   | سيرجيو كريشيتش | 1999-2001، 2009-10                 | 120           | 43    | 35      | 42      | [ 22 ] |
| 6       | إسبانيا   | ساتور جريش     | 1953-1957                          | 113           | 40    | 24      | 49      | [ 23 ] |
| 7       | إسبانيا   | باكو كاستيلانو | 1994-95، 1996-97، 1998-99، 2008-09 | 108           | 45    | 37      | 26      | [ 24 ] |
| 8       | إسبانيا   | فيسينتي داودر  | 1963-1966                          | 104           | 42    | 24      | 38      | [ 25 ] |

## تشكيلة الفريق

### التشكيلة الحالية
آخر تحديث في 5 أكتوبر 2020.

ملاحظة: تشير الأعلام إلى المنتخب الوطني على النحو المحدد في قواعد الأهلية للفيفا. قد يحمل اللاعبون أكثر من جنسية واحدة غير تابعة للفيفا.
| الرقم | البلد     | المركز | اللاعب                |
| ----- | --------- | ------ | --------------------- |
| 1     | إسبانيا   | حارس   | ألفارو فاليس          |
| 2     | إسبانيا   | مدافع  | ألكس دايز             |
| 3     | إسبانيا   | وسط    | سيرجيو رويز ألونسو    |
| 4     | إسبانيا   | مدافع  | ألكس سواريز           |
| 5     | الأرجنتين | مدافع  | توماس كاردونا         |
| 6     | إسبانيا   | مدافع  | إريك كوربيلو          |
| 7     | إسبانيا   | مهاجم  | اريداي كابريرا        |
| 8     | إسبانيا   | وسط    | مايكل ميسا            |
| 9     | إيطاليا   | مهاجم  | بييترو ايميلو         |
| 10    | الأرجنتين | مهاجم  | سيرخيو أراوخو         |
| 11    | إسبانيا   | مهاجم  | بينيتو إراولا راميريز |
| 12    | فرنسا     | وسط    | انزو لووديس           |
| 13    | كينيا     | مدافع  | اسماعيل عثمان         |
| 14    | إسبانيا   | مدافع  | ألفارو ليموس          |
| 15    | إسبانيا   | وسط    | فابيو غونزاليس        |
| 16    | إسبانيا   | مهاجم  | بيجينو                |

| الرقم | البلد       | المركز | اللاعب                    |
| ----- | ----------- | ------ | ------------------------- |
| 17    | إسبانيا     | وسط    | أوسكار كليمنتي            |
| 18    | إسبانيا     | وسط    | خافي كاستييانو            |
| 19    | إسبانيا     | مهاجم  | ايدو اسبياو               |
| 20    | إسبانيا     | وسط    | كيريان رودريغيز           |
| 21    | إسبانيا     | وسط    | كريستيان ريفيرا هيرنانديز |
| 22    | البرتغال    | وسط    | كريستيان سيدريس           |
| 23    | إسبانيا     | مدافع  | داني كاستييانو            |
| 24    | إسبانيا     | مهاجم  | روبرت                     |
| 25    | إسبانيا     | مدافع  | أيثامي أرتيليس أوليفا     |
| 26    | غينيا بيساو | مهاجم  | كلاوديو مينديز            |
| 27    | إسبانيا     | وسط    | بول سلفادور               |
| 28    | إسبانيا     | وسط    | البرتو موليرو             |
| 30    | إسبانيا     | حارس   | أليخاندرو دومينجيز روميرو |
| 31    | إسبانيا     | وسط    | ساتو                      |
| 33    | البرازيل    | مدافع  | جوناثان سيلفا فييرا       |

### اللاعبون المعارون
ملاحظة: تشير الأعلام إلى المنتخب الوطني على النحو المحدد في قواعد الأهلية للفيفا. قد يحمل اللاعبون أكثر من جنسية واحدة غير تابعة للفيفا.
| الرقم | البلد   | المركز | اللاعب                               |
| ----- | ------- | ------ | ------------------------------------ |
|       | إسبانيا | مدافع  | ألبرتو دي لا بيلا (إلى نادي قرطاجنة) |

تنتهي ٳعارة اللاعب في 30 يونيو 2021.

## الألقاب
- وصيف الدوري الإسباني (مرة): 1968-69
- وصيف كأس ملك ٳسبانيا (مرة): 1978
- بطل الدوري الإسباني الدرجة الثانية (4 مرات): 1953–54، 1963–64، 1984–85، 1999–2000
- بطل الدوري الإسباني الدرجة الثانية ب (2 مرات): 1992–93، 1995–96  [لغات أخرى]‏